# Harald Heinke
Harald Heinke (* 15. Mai 1955 in Eilenburg) ist ein ehemaliger Judoka aus der Deutschen Demokratischen Republik (DDR), der 1980 eine olympische Bronzemedaille gewann.
Heinke begann bei der HSG Wissenschaft Leipzig und wechselte dann später zum SC Leipzig. 1972 gewann er die Jugendeuropameisterschaft, 1975 die Junioreneuropameisterschaft. Bei den DDR-Meisterschaften der Junioren unterlag er 1975 Detlef Ultsch, der aber 1976 in eine höhere Gewichtsklasse aufstieg. Danach wurde Heinke von Henry Hempel in die Nationalmannschaft des Deutschen Judo-Verbandes berufen und verlor bei der Europameisterschaft 1977 erst im Finale gegen den Polen Adam Adamczyk. Im Jahr darauf standen sich die beiden erneut im Finale gegenüber, diesmal siegte Heinke und war Europameister. 1979 konnte er seinen Titel gegen den sowjetischen Judoka Schota Chabareli verteidigen. Im September 1979 gewann Heinke seinen einzigen DDR-Meistertitel. Ende des Jahres erkämpfte er bei der Weltmeisterschaft in Paris die Bronzemedaille. Bei der Europameisterschaft 1980 erreichte Heinke zum vierten Mal in Folge das Finale, verlor aber diesmal gegen den Briten Neil Adams. Zwei Monate später bei den Olympischen Spielen in Moskau unterlag Heinke in der zweiten Runde gegen den späteren Olympiasieger Chabareli, kämpfte sich aber über die Hoffnungsrunde zur Bronzemedaille durch.
Nach dem Abschluss seines Studiums an der DHfK zum Diplom-Sportlehrer war Heinke an einer Berufsschule in Schwerin für die vormilitärische Ausbildung zuständig. Im August 1989 setzte sich Heinke über Ungarn und Österreich in die Bundesrepublik Deutschland ab. Er war zunächst beim TSV Abensberg, dann beim MTV Ingolstadt und später im VfL Wolfsburg als Judotrainer aktiv.